# Entendement
L'entendement, (du latin : intendere, tendre vers, tourner son attention vers) est la faculté psychique et intellectuelle qui permet à la raison de saisir les problèmes et les situations.

## Concept

### Chez Aristote
Aristote utilise le concept d'entendement pour décrire la faculté des hommes à appréhender le monde qui les entoure.

### Chez Liu Shao
Le concept d'entendement se retrouve également au cœur du célèbre « traité des caractères » de Liu Shao, un haut administrateur de l'empire chinois ayant vécu à la fin de la dynastie Han (IIIe siècle). Il est notamment dit dans cet ouvrage : « Ce que l'on admire le plus chez les saints et chez les sages, c'est l'entendement. Ce qu'il y a de plus précieux dans la mise en œuvre de l'entendement, c'est la connaissance des hommes. Si la connaissance des hommes est véritablement une science, les divers talents trouveront chacun leur rang, et toutes sortes d'entreprises méritoires se développeront ».

### Chez Thomas d'Aquin
Thomas d'Aquin utilise le concept d'intellectus (faculté de comprendre) pour l'opposer au corps et à ses sensations, dans une logique dualiste. L'intellectus permet de percevoir l'ordre dans les choses.

### Chez Descartes
Chez Descartes (à partir d'Ockham), l'entendement figure parmi les façons de penser : la première consiste à apercevoir par l'entendement, et la deuxième consiste à se déterminer par la volonté. Pour Descartes, imaginer, sentir, concevoir des objets totalement intelligibles ne sont qu'une pluralité de manières d'apercevoir. Toutefois, l'entendement —au sens strict— signifie pour lui la faculté de connaître. L'entendement est ainsi un signe de pure conception ou d'intellection. Il est donc différent de l'imagination.

### Chez Kant
Dans la Critique de la raison pure, Kant définit l'entendement (Verstand) comme la faculté de créer des concepts. C'est donc une faculté active. L'entendement va permettre la synthèse du divers, c’est-à-dire l'unification des données de l'intuition sensible en les ordonnant au travers des catégories. Les catégories, au nombre de douze, sont les idées les plus générales que l'on puisse penser (unité, pluralité, causalité…). C'est grâce à ces catégories, ces concepts de l'entendement, que nous pouvons, selon Kant, unifier le divers. La connaissance d'un objet se fait par la liaison des intuitions sensibles et des concepts de l'entendement.
La Critique de la raison pure a pour tâche d'assigner des limites à l'usage des concepts de l'entendement, d'en limiter le domaine de connaissance aux seuls phénomènes. Même si par sa structure catégorielle l'entendement projette ses concepts au-delà des phénomènes, c'est seulement pour laisser entrevoir qu'il ne saisit pas la chose en soi car il lui faut impérativement se baser sur des jugements synthétiques qui font appel aux intuitions sensibles pour concevoir son objet comme existant. L'entendement étant unification du divers sous des concepts doit avoir accès à ce divers par le moyen d'une intuition qui chez l'homme ne peut être que sensible. Sans intuition l'entendement ne peut saisir positivement aucun objet, or la détermination négative que peut donner l'entendement d'un objet non sensible (noumène) n'apporte aucune connaissance. Je ne sais rien d'un objet dont je peux seulement dire qu'il n'a ni temps ni espace ni cause.

### Chez Schopenhauer
Schopenhauer, influencé par la philosophie kantienne qu'il entend dépasser, considère nécessaire de poser « une définition nouvelle de l'entendement ». L'entendement est la faculté, commune à tout être animal, de connaître la cause par l'effet. C'est ainsi par l'entendement que la sensation (cause) se transforme en monde (effet). Selon lui, le défaut d'entendement est proprement la stupidité.

## L'entendement en psychologie
L'entendement en psychologie désigne la faculté de percevoir, de comprendre par l'intelligence. Chez Burloud (par exemple) : l'entendement se différencie de la mémoire, de la perception, de l'imagination, et de toutes les facultés qui ne font pas appel à la raison. Il relève d'une fonction de l'esprit distincte de la raison considérée comme fonction intuitive. C'est le contraire de ce que l'on voit chez les scolastiques, pour qui, l'intellect est justement assimilé à la fonction intuitive. La raison représentant une capacité de l'esprit à avoir une fonction discursive.